# پاشاتپه
پاشاتپه مربوط به دوره ساسانیان است و در شهرستان خدابنده، بخش سجاسرود، روستای نهاویس واقع شده و این اثر در تاریخ ۱۷ اسفند ۱۳۸۱ با شمارهٔ ثبت ۷۵۰۳ به‌عنوان یکی از آثار ملی ایران به ثبت رسیده است.